# Itabuna Esporte Clube
Maillots
Dernière mise à jour : 30 avril 2020.
Le Itabuna Esporte Clube est un club brésilien de football basé à Itabuna dans l'État de Bahia.
Le club joue ses matchs à domicile au Stade Luiz Viana Filho.